# Альтбурга Ольденбурзька
Альтбурга Ольденбурзька (нім. Altburg von Oldenburg), повне ім'я Альтбурґа Марія Матильда Ольга Ольденбурзька (нім. Altburg Marie Mathilde Olga von Oldenburg; 19 травня 1903 — 16 червня 2001) — принцеса Ольденбурзька, донька останнього герцога Ольденбурзького Фрідріха Августа II та принцеси Мекленбург-Шверінської Єлизавети, дружина титулярного князя Вальдек-Пірмонту Йозіаса.

## Біографія
Альтбурґа народилась 19 травня 1903 року в Ольденбурзі. Вона була молодшою з дітей герцога Ольденбурзького Фрідріха Августа II та його другої дружини Єлизавети. Дівчинка мала старшого брата Миколая та сестру Інгеборгу Алікс.
У 1918 році Ольденбурзьке герцогство перестало існувати, увійшовши до складу Німеччини. Альтбурґа із батьками переселилася до замку Растеде, що поблизу Ольденбурга.
У 1922 році 19-річна Альтбурґа пошлюбилася із спадковим принцом Вальдек-Пірмонту Йозіасом, що був старшим від неї на сім років. Весілля відбулося 25 серпня у замку Растеде. У подружжя народилося п'ятеро дітей.
Померла 16 червня 2001 року в Бад-Арользені. Похована на цвинтарі князівській усипальні в Родені.

## Родина

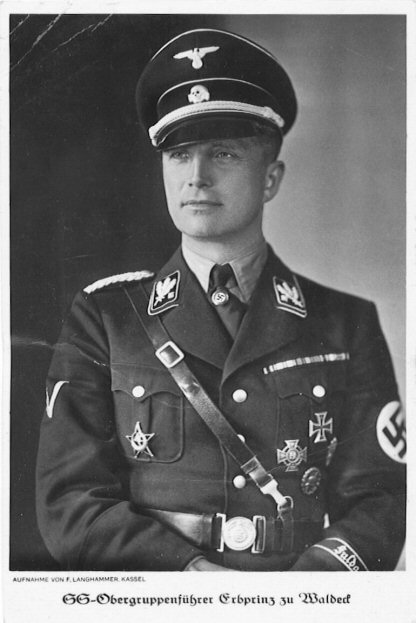
Принц Йозіас

Чоловік — Йозіас, спадковий принц Вальдек-Пірмонтське князівство
Діти:
- Маргарита (1923—2003) — була одружена із графом Францем Ербахським, мала сина та доньку;
- Олександра (1924—2009) — була одружена із принцом Бото Бентайм-Штайнфурт, мала двох синів;
- Інгрід (нар.1931[3][4] або 1933[5][6])
- Віттекінд (нар.1936) — титулярний князь Вальдек-Пірмонту, голова Вальдекського дому, одружений із графинею Сесилією Гесс-Саурау, має трьох синів;
- Гуда (нар.1939) — була одружена із принцом Віда Фрідріхом Вільгельмом, після розлучення пошлюбилася із Хорстом Діркесом, має чотирьох синів від обох шлюбів.